# Joan Cama i Serra
Joan Cama i Serra (Palafrugell, 15 de novembre de 1917 - 11 de novembre de 1998) va ser un polític i empresari català. Va treballar a Manufactures del Suro i a l'entitat bancària Caixa de Girona. Havia regentat els negocis familiars de la fabricació de begudes i una botiga de roba.
Durant la guerra civil espanyola, quan s'havia d'incorporar a files l'any 1937, la família va optar per enviar-lo a Suïssa amb la família Guanter-Bastons que hi residia. El seu itinerari passa posteriorment per Gènova, Mallorca (on s'incorpora a l'exèrcit de terra el 1938) i Àvila (on estudia a la Escuela de Alféreces). A la sortida de l'escola amb el grau d'alferes provisional va ser destinat al front. Va ser llicenciat el 1941 per la desmobilització de la seva quinta.
Entre 1958 i 1960 va ser alcalde de Palafrugell, moment en què es va prioritzar per la construcció d'habitatges assequibles, la millora de l'abastament d'aigua i l'arribada del telèfon automàtic. També va ser president de la Creu Roja local i del Futbol Club Palafrugell (1952-1954). Va ser membre destacat del teatre d'aficionats local i va participar en pel·lícules de cinema amateur.
La família va conservar el seu fons fins que va ingressar a l'Arxiu Municipal de Palafrugell. Està format bàsicament per documentació personal i familiar, i destaca la correspondència i el dietari escrit entre 1937 i 1938.